# Estádio Ato Boldon
O Estádio Ato Boldon (em inglês: Ato Boldon Stadium) é um estádio multiuso localizado na cidade de Couva, em Trindade e Tobago, inaugurado em 2001. Originalmente projetado para ser uma das sedes oficiais do Campeonato Mundial de Futebol Sub-17 de 2001, também abrigou partidas válidas pela Copa do Mundo de Futebol Feminino Sub-17 de 2010. É também oficialmente a casa onde o Central FC manda seus jogos oficiais por competições nacionais e continentais. Sua capacidade máxima é de 10 000 espectadores.